# 阔口真鲨
阔口真鲨（学名：Carcharhinus latistomus）为真鲨科真鲨属的鱼类。在中国，分布于黄海、东海等海域。该物种的模式产地在青岛。